# Maria Carolina de Austria (1801-1832)
Maria Carolina Ferdinanda de Austria (8 aprilie 1801 – 22 mai 1832) a fost Arhiducesă de Austria prin naștere și Prințesă Moștenitoare a Saxoniei prin căsătorie.

## Biografie
Maria Carolina fost fiica împăratului Francisc al II-lea și a celei de-a doua soții, Maria Teresa a celor Două Sicilii. A fost numită după o soră mai mare care a murit la scurt timp după naștere. Maria Carolina a aparținut Casei de  Habsburg-Lorena. Maria Carolina a fost, de asemenea, de două ori strănepoată a Mariei Terezia a Austriei și de două ori nepoată a Mariei Antoinette, fiind nepoată pe linie paternă a lui Leopold al II-lea, Împărat al Sfântului Imperiu Roman (fiul Mariei Tereza și fratele Mariei Antoaneta) și nepoată pe linie maternă a Maria Carolina a Austriei (fiica Mariei Tereza, sora Mariei Antoaneta).
Sora ei mai mare, Maria Luisa, a devenit împărăteasă a Franței prin căsătoria cu Napoleon Bonaparte. A doua soră, Maria Leopoldina, a devenit împărăteasă a Braziliei prin căsătoria cu Pedro I al Braziliei. Fratele ei mai mare va deveni viitorul împărat Ferdinand I al Austriei.
La 7 octombrie 1819 s-a căsătorit la Dresda, Germania cu Prințul Frederic Augustus de Saxonia, fiul Prințului Maximilian de Saxonia și a Prințesei Caroline de Parma. Mariajul a fost fără urmași și nefericit. Maria Carolina suferea de epilepsie și crizele ei erau atât de frecvente încât abia își putea îndeplini îndatoririle ei de Prințesă Moștenitoare. A murit, după o lungă suferință, la 22 mai 1832, la Palatul Pillnitz, lângă Dresda.